# السياحة في كرواتيا
تُعد السياحة في كرواتيا واحدة من أكثر  الوجهات السياحية في العالم جاذبية فهي تحتل المركز 18 على مستوى العالم من حيث الشعبية. وتمتاز كرواتيا بتنوع وتعدد منتجعاتها التي تقدم العديد من خدمات العلاج والرفاهية، كما تحتوي على معالم السياحة الجماعية إلى الأسواق المتخصصة ومختلف المطاعم، إضافة للسياحة البحرية، حيث تتوفر العديد من المراسي وأكثر من 16000 رصيف. أما السياحة الثقافية فهي تعتمد على جاذبية المدن الساحلية التي تعود أطلالها ومعالمها للعصور الوسطى والعديد من الفعاليات الثقافية التي تجري خلال فصل الصيف. المناطق الداخلية. توفر المنتجعات الجبلية والمعالم السياحية الزراعية والمنتجعات العلاجية. تحتوي كرواتيا على 444 منطقة محمية تغطي 9% من مساحة البلاد وهناك 8 حدائق وطنية و10 محميات طبيعية. أما أقدم حديقة وطنية فهي بحيرات بليتفيس وهي إحدى مواقع التراث الإنساني لليونسكو. تحتوي بحيرات بليتفيتش 16 بحيرة تقع في منطقة جبلية تكسوها  الأزهار وتضم حدائق بليتفيكا جيزيرا الوطنية التي تعد واحدة من أجمل حدائق كرواتيا، وتتخللها أنهار وجداول صغيرة وشلالات تتميز بصفاء مياهها البلوري، مما يعطي للمكان سحراً خاصاً. يقع هذا المكان على بعد 140كم جنوب العاصمة الكرواتية زغرب، ويمتد على مساحة 30 ألف هكتار ويزوره قرابة المليون زائر سنوياً. وقد سجِّلت بحيرات بليتفيتش على قائمة التراث الطبيعي العالمي لمنظمة اليونسكو في العام 1979. أما محمية فليبيت الطبيعية فهي جزء من برنامج الإنسان والمحيط الحيوي فضلاً عن حدائق الوطنية والطبيعة، وهي محمية من قبل الحكومة المركزية، في حين تتم إدارة المناطق المحمية الأخرى من المقاطعات.

## الإحصائيات

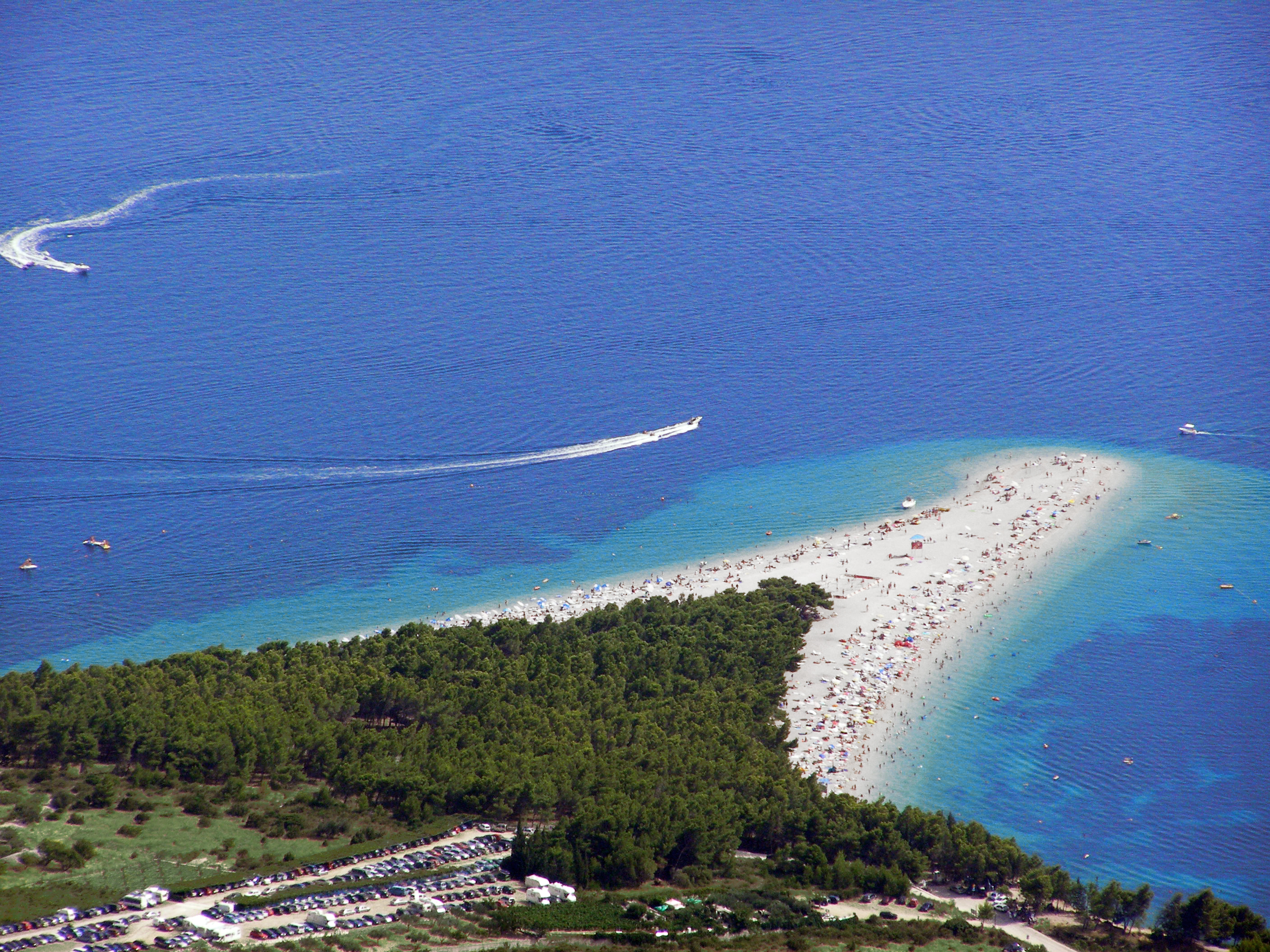
زلاتني رات أو الساحل الذهبي في جزيرة براتش واحدة من أكثر الوجهات السياحية في كرواتيا

تشكل السياحة بحدود 20٪ من الناتج المحلي الإجمالي الكرواتي، ويقدر الدخل السنوي لعام 2011 منة السياحة 6,610,000,000 يورو. وللسياحة آثارها الإيجابية في الاقتصاد الكرواتي من خلال تأثيرها الإيجابي في تجارة التجزئة وتوفير الطلبات الصناعية وتوفير فرص العمالة الموسمية الصيفية. تعد السياحة صناعة تصدير، لأنها تقلل بشكل ملحوظ عدم التوازن في تجارة البلاد الخارجية. ومنذ انتهاء حرب الاستقلال الكرواتية، فإن السياحة نمت بسرعة، مسجلة زيادة بنسبة أربعة أضعاف في عدد السياح، حتى وصل العدد إلى 10 ملايين سائح كل عام. أكثر السياح عدداً هم من ألمانيا وسلوفينيا والنمسا وجمهورية التشيك وكذلك من كرواتيا نفسها. معدل الإقامة السياحية في كرواتيا هو 4,9 يوماً.
يتركز الجزء الأكبر من السياحة على طول ساحل البحر الأدرياتيكي. كان منتجع أوباتيا هو الأول منذ منتصف القرن التاسع عشر. وفي العقد الأخير من القرن التاسع عشر، أصبح واحداً من المنتجعات الصحية الأوروبية الأكثر أهمية. وفي وقت لاحق ظهر عدد كبير من المنتجعات على طول الساحل والعديد من الجزر، وهذه المنتجعات تقدم خدمات تتراوح من السياحة الجماعية إلى الأسواق المتخصصة ومختلف المطاعم، إضافة للسياحة البحرية، حيث تتوفر العديد من المراسي وأكثر من 16000 رصيفاً. أما السياحة الثقافية فهي تعتمد على جاذبية المدن الساحلية التي تعود أطلالها ومعالمها للعصور الوسطى والعديد من الفعاليات الثقافية التي تجري خلال فصل الصيف. المناطق الداخلية توفر المنتجعات الجبلية والمعالم السياحية الزراعية والمنتجعات العلاجية. زغرب هي أيضاً وجهة سياحية هامة، وهي بذلك تحاكي المدن الساحلية الرئيسية والمنتجعات. كما أن كرواتيا تفتخر بطبيعة بحرها غير الملوثة والتي تنعكس من خلال العديد من المحميات الطبيعية و116 من شواطئ العلم الأزرق. تأتي كرواتيا في المرتبة 18 من بين الوجهات السياحية الأكثر شعبية في العالم. يتصف حوالي 15٪ من هؤلاء السياح (أكثر من مليون في السنة) بأنهم ينتمون للمذهب الطبيعي، وهذا الشيء تشتهر به كرواتيا عالمياً. وكانت أيضاً أول دولة أوروبية تطور منتجعات العراة التجارية.

## المدن السياحية

### زغرب
زغرب هي أكبر مدينة في كرواتيا وهي مركز النشاط والحركة لكونها عاصمة البلاد، وتقع المواقع الرئيسية والأماكن الثقافية في وسطها، حيث تجد المنازل الساحرة والمقاهي والمطاعم والحدائق، أما أهم مكان سياحي في زغرب فهو الكاتدرائية القوطية الرائعة مع أبراجها.
وتحتوى على عدد كبير من الاماكن السياحية الرائعة وتعتبر زغرب من العواصم الأوروبية المنوعة والجميلة التي تحتوى على الهندسة المعمارية المعاصرة إلى جانب التمسك بالتراث الثقافى لكرواتيا ومن أجمل الاماكن السياحية في زغرب والتي تقربك أكثر من سياحة كرواتيا هي كاتدرائية زغرب ومربع ماركو وكاتدرائية القديس ماركو وبرج لوترسكاك.

### دوبروفنيك

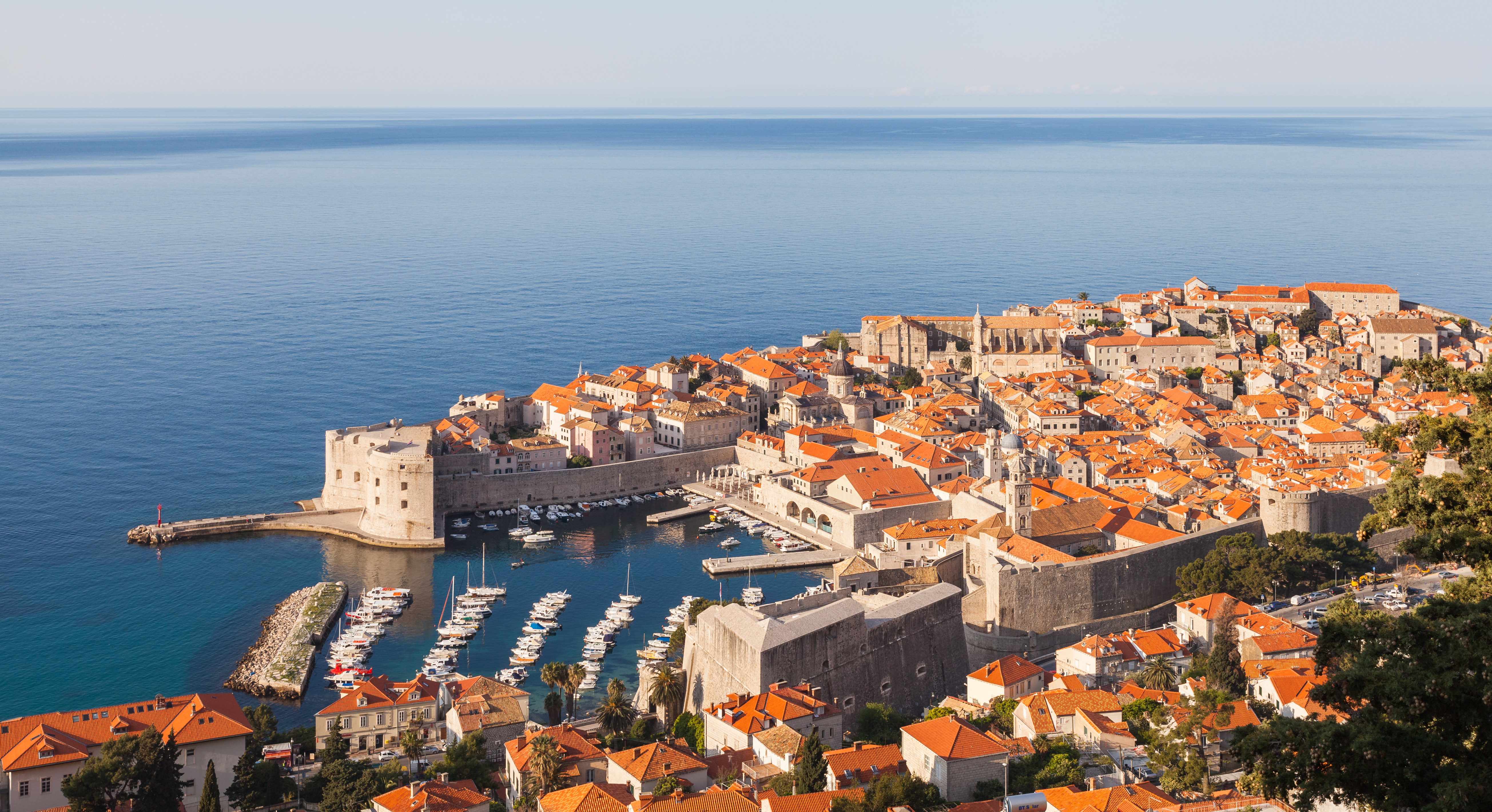
مدينة دوبروفنيك السياحية

تتكون مدينة دوبروفنيك الأكثر شهرة في سياحة كرواتيا، من مرفأ ومركز سياحي في الجنوب، تحت جبل لاسرد (la Srd) توجد منطقة تدعى اللؤلؤة (Peart of the Adriatic) ذلك أنها منطقة غنية تاريخياً وثقافياً وقد تم اختيارها ضمن لائحة التراث العالمي لليونيسكو (UNESCO). كانت مدينة دوفروفنيك مدينة ساحرة تضاهي في جمالها مدينة البندقية  الإيطالية منذ عصور، لذلك حققت في القرنين 15 و16 ازدهاراً كبيراً. كما تشتهر هذه المدينة بشواطئها الرملية والصخرية، وتراث الفن المعماري العريق. تضم المدينة كذلك العديد من المعالم الأثرية والمتاحف والقلاع، إضافة إلى أرقى الفنادق والمنتجعات السياحية.

### أستريا
تعتبر أستريا أكبر شبه جزيرة في كرواتيا، تقع في وسطها الأخضر مدن وأرياف بنيت في العصور الوسطى، من أهم هذه المدن، مدينة بورك (porec) المعروفة بالبازيليك البيزنطية التي يعود بناءها للإمبراطور أوفراسيوس (Euphrasius) في القرن السادس الميلادي. عند زيارتك لأستريا، يمكنك أن تكتشف مغارة باردين (Baredine) التي يبلغ عمقها 132 متراً وتضم 5 كهوف غنية بالصواعد المقرنصات. أما بولا (Pula) فهو مرفأ يحتوي على العديد من الزقاق، كالآثار الرومانية والحلبات، وهناك أيضا تجد موروفن (Morovun)، المدينة التاريخية التي تنتمي هي الأخرى إلى العصور الوسطى. بينما جزر بريجوني (Brijuni) هي عبارة عن جزيرتين كبيرتين تضمان اثنتي عشرة جزيرة صغيرة.

## السياحة الطبيعية

### التراث الطبيعي في كرواتيا
تضم كرواتيا العديد من الحدائق الخضراء والمنتزهات العامة كالمنتزه الوطني لبحيرات بليتفيس (Parc national des lacs de Plitvices) والمنتزه الوطني لجزر بريجوني اللذين يدخلان في لائحة التراث الوطني لدى اليونسكو، مناخ هذه الجزر يعد معتدلا ونباتاتها متنوعة. يتكون منتزه البحيرات الوطني من 16 بحيرة، والكثير من الشلالات الهائلة وهي محاطة بالجبال والغابات الخضراء. ويمكنك أن تقوم بجولة في هذه المنتزهات عن طريق المشي أو ركوب قطار صغير مخصص للتنقل فيها. من أهم الأنشطة التي يمكنك أن تمارسها أيضا: الصيد وتسلق الجبال وركوب الشراع والغطس كذلك. أغلب النباتات التي سترى هناك هي نباتات ذات قيمة عالمية، لأنها كانت عبارة عن هدايا من ملوك ورؤساء العالم لحاكم الجزيرة تيتو كشجر الأرز وشجر الخيزران. ويعيش في منتزه سفاري (Safari Parc) حوالي 200 نوع من الطيور المختلفة.

### حديقة كوباكي ريت الوطنية
أكثر  الاماكن السياحية زيارة في سياحة كرواتيا هي حديقة كوباكى ريت الوطنية والتي تحتوى على تنوع طبيعى أكثر من رائع يجعل منها أحد الاماكن السياحية الساحرة، تقع الحديقة في اراضى بارينا في شرق كرواتيا وتحتوى على مناطق رائعة متشابكة من نهر الدانوب والغابات الجميلة إلى جانب وجود أكثر من 260 نوع من الطيور النادرة في هذه الحديقة الوطنية، حديقة كوباكى ريت الوطنية

### حديقة بحيرات بلتيفيش
حديقة بحيرات بلتيفيش الوطنية هي واحدة من أجمل الاماكن السياحية في العالم وليس فقط في سياحة كرواتيا ولا يمكن عمل رحلة سياحية إلى كرواتيا دون زيارة هذه الحديقة الوطنية المليئة بالبحيرات والشلالات الأكثر من رائعة، يُوجد في هذه الحديقة الوطنية حوالى 16 بحيرة كبيرة وصغيرة وتحيطها مجموعة من الجبال والغابات وسوف ترى هناك أجمل الاماكن السياحية التي من الممكن ان تراها عيناك من جداول صغيرة وانهار، وسوف تشاهد أحد أجمل وجوه سياحة كرواتيا: حديقة بحيرات بلتيفيش الوطنية.

### الشواطئ والجزر
تمتد الشواطئ الكرواتية جنباً إلى جنب مع الجزر المصفوفة بين السواحل بشكل مذهل، ويوجد في كرواتيا ما يزيد على 1244 جزيرة ومنحدرات وشعاب والتي بقيت بعد الارتفاع الكبير في مستوى البحر الأدرياتيكي منذ حوالي 13000 سنة قبل الميلاد، بعضها مهجور أما المأهول منها اليوم فهو 50 جزيرة فقط. هذه الثروة من الجزر والجزر الصغيرة تجذب السياح للمغامرة من جميع أنحاء العالم. بعض المدن في الجزر تبهجك بهندستها المعمارية الجميلة والآثار التي يرجع تاريخها إلى العصور القديمة والأعمال الفنية في الحجر والخشب وعلى القماش. ومن الأشياء التاريخية الجميلة في الجزر منارات البحر الأدرياتيكي وهي معالم مصنوعة من الحجر معظمها يعمل بشكل آلي وحوالي 15 من هذه المنارات لا تزال تعمل بطريقة يدوية. ومن الأفضل الاستمتاع بمنظر الجزر من خلال المشي أو ركوب الدراجات.

### حديقة كورناتي
من أجمل الاماكن السياحية في سياحة كرواتيا هي حديقة كورناتى الوطنية التي تعتبر من آيات جمال الطبيعة في العالم، تتكون من حوالى 89 جزيرة تقع في محافظة دالماتيا الوسطى وتعتبر هذه الجزر موطناً رائعاً للعديد من النباتات والحيوانات النادرة كما يمكنك هناك التمتع برياضة الغوص حيث تعتبر الحياة البحرية تحت ارخبيل.

### حديقة ماكسيمير
تم بناء هذه الحديقة في  أواخر القرن الثامن عشر شرق مدينة زغرب، وتعتبر من أكبر الحدائق في كرواتيا فهي حديقة تشتمل على المقاهي وخمس بحيرات، وكذلك على حديقة حيوانات كبيرة فهي تعتبر المتنفس لقضاء أوقات الراحة والإسترخاء وكذلك تعج أيضاً بالكثير من السّياح.

## السياحة الثقافية

### المتاحف

#### متحف ميمارا مويسوم
يقع هذا المتحف في ساحة روزفلت وسط مدينة زغرب، ويتكون المتحف من ثلاثة طوابق يتم عرض فيها أكثر من أربعة آلاف تحفة فنية، وكذلك يهتمّ المتحف بعرض الأعمال الفنية كون هذه العاصمة تعتبر مدينة الفن الكرواتي.

#### متحف الفن المعاصر
تم إنشاء هذا  المتحف ليواكب متطلبات الفن في كرواتيا حيث يقصده الفنانون لعرض أعمالهم الفنية فيه، فهو متحف كبير وحديث جداً حيث يعد أكبر المتاحف الكرواتية ويتسع لعرض الكثير من الأعمال والتّحف الفنية، فالمتحف لا يقتصر على العرض فقط، ولكن يضم أيضاً مكتبة كبيرة، وقاعات كبيرة لأغراض عرض الأعمال الفنية، وكذلك يضم بعض المقاهي والمطاعم

### المساجد
ترك العثمانيون خلال حكمهم لكرواتيا الذي استمر 150 عاماً، العديد من الآثار المعمارية، وعلى رأسها حوالي 250 مسجداً، إلا أن خروج البلاد من أيدي العثمانيين أدى إلى تدمير معظم تلك الآثار، فلم يبق منها سوى ثلاثة مساجد، تحولت إلى كنائس، حيث حافظت على معظم الخصائص المعمارية لها، رغم التعديلات التي أُدخلت عليها. ويعد مسجد «قاسم باشا» في مدينة «أوسيك» شرق كرواتيا، من المساجد التي تم هدمها بعد خروج العثمانيين منها ودخولها تحت حكم الإمبراطورية النمساوية المجرية، حيث هُدم بشكل كامل عدا أساساته، حتى إن أهالي المدينة نسوا وجوده، إلى أن ظهرت تلك الأساسات خلال تعديلات أجريت عليه في سبعينيات القرن الماضي في ميدان كنيسة «سانت ميخائيل أركانجيل»، وتم بعد ذلك تعليم أماكن أساسات المسجد والضريح الذي كان يجاوره، بالقرميد الأصفر. بُني مسجد باسم باشا عام 1526، ويقول رئيس جمعية الصداقة التركية الكرواتية «دمير يوريتش»: «إن المصادر التاريخية تذكر أن الصلاة ظلت تقام فيه حتى عام 1687م، وهو العام الذي دخلت فيه كرواتيا تحت سيطرة الإمبراطورية النمساوية المجرية، حيث قامت الأخيرة بتدمير الآثار المعمارية بشكل ممنهج». وكانت مدينة أوسيك ذات الأغلبية التركية خلال فترة الحكم العثماني، حتى أنها كانت تبدو كمدينة أناضولية وسط أوروبا، إلا أن جميع المباني ذات التراث المعماري العثماني دُمرت بعد دخول المدينة تحت الحكم النمساوي المجري، كما يقول يوريتش، وبُنيت على أنقاضها مدينة جديدة. ومن الخصائص المميزة لمسجد قاسم باشا، أنه يقع مع كنيسة «سانت ميخائيل أركانجيل» في الحديقة نفسها، حيث بنيت أركانجيل في أوائل القرن السادس عشر، إذ استمر المسلمون والمسيحيون على حد سواء بإقامة صلواتهم في المبنيين المتجاورين طيلة سنوات عديدة.

### الكنائس والكاتدرائيات

#### كاتدرائية سبليت
كاتدرائية سبليت هي كاتدرائية كاثوليكية تقع في مدينة سبليت وهي تعتبر من أبرز المعالم الدينية والتراثية بكرواتيا. تنقسم الكاتدرائية إلى ثلاثة أقسام بُني كل منها على حدى في فترة زمنية معينة، وأهم هذه الأقسام هو ضريح الإمبراطور ديوكليتيانوس الذي يعود تاريخ بنائه إلى نهاية القرن الثالث عشر وهو يعد من أبرز عناصر الكاتدرائية المعمارية. تضم الكاتدرائية مجموعة كبيرة من اللوحات الدينية المبهرة أهمها لوحة «السيدة العذراء والمسيح الوليد» وهي تعود إلى القرن الثالث عشر. يوجد بالكاتدرائية أيضا عدد كبير من المشغولات الذهبية الأثرية - التي يتراوح تاريخها ما بين القرنين الثالث عشر والتاسع عشر - إلى جانب مجموعة من النصوص التعبدية التراثية التي تم نسخها في الفترة ما بين القرنين الرابع عشر والتاسع عشر.

#### كاتدرائية زغرب
زغرب بالأصل كانت مدينة رومانية ولذلك تعتبر هذه الكنيسة من أطول الكنائس بزغرب، ويبلغ ارتفاع هذه الكاتدرائية حوالي ثلاثمائة وخمسة وأربعين قدماً، أي يتمّ مشاهدة ما يرتفع منها في كافة أنحاء زغرب، وتُعتبر كنيسةً تابعةً للروم الكاثوليك وموقعاً سياحياً للكثير من الزّوار.

### الآثار

#### سوق دولاتش
يمكن القول عن هذا  السوق أنه المركز الرّئيسي لتجمع أبناء كرواتيا، فهو من أكبر الأسواق التي يتم عرضها في الهواء الطلق، وعدا عن ذلك أن الباعة يأتون من مناطق متعددة من كرواتيا، فيعرض السّوق منتجات مختلفة جداً تشتهر بها كرواتيا مثل الزهور واللحوم والفواكه والخضراوات ومنتجات الألبان وغيرها.

#### المسرح الوطني الكرواتي
هو عبارة عن مبنى يضمّ ثلاثة أنشطة مهمة وهي الباليه والأوبرا والمسرح، ويتم تسمية هذا المبنى عند الكراوتيين بثلاثة حروف إنجليزية وهي HNK التي ترمز لهذه الأنشطة لديهم.

#### ساحة سان ماركو
تعتبر هذه الساحة الأنشط في  التّجمع الكبير للسياحة، وما يميزها أنها مبلطة ببلاط لامع وتقع بالقرب من الكاتدرائية الشّهيرة، وتستوعب عدداً كبيراً من الزّوار.

#### قصر ديوكليتيانوس
يقع قصر ديوكليتيانوس في مدينة  سبليت وقد تم بنائه في نهاية القرن الرابع الميلادي على يدي الإمبراطور الروماني ديوكليتيانوس. يعد القصر حالياً من أبرز الصروح الأثرية الرومانية في كرواتيا التي ما زالت في حالة جيدة حتى الآن. تتجلى الفخامة في كيانه المعماري بشكل واضح وهو ما يجعله من أهم علامات سبليت التراثية وأشهرها على الإطلاق. يضم القصر مجموعة كبيرة من النفائس الفنية والأثرية القيمة التي يعود تاريخها لفترات زمنية مختلفة. في عام 1979 تم ضم القصر إلى قائمة اليونسكو لأهم مواقع التراث الإنساني العالمي.

## المطبخ الكرواتي

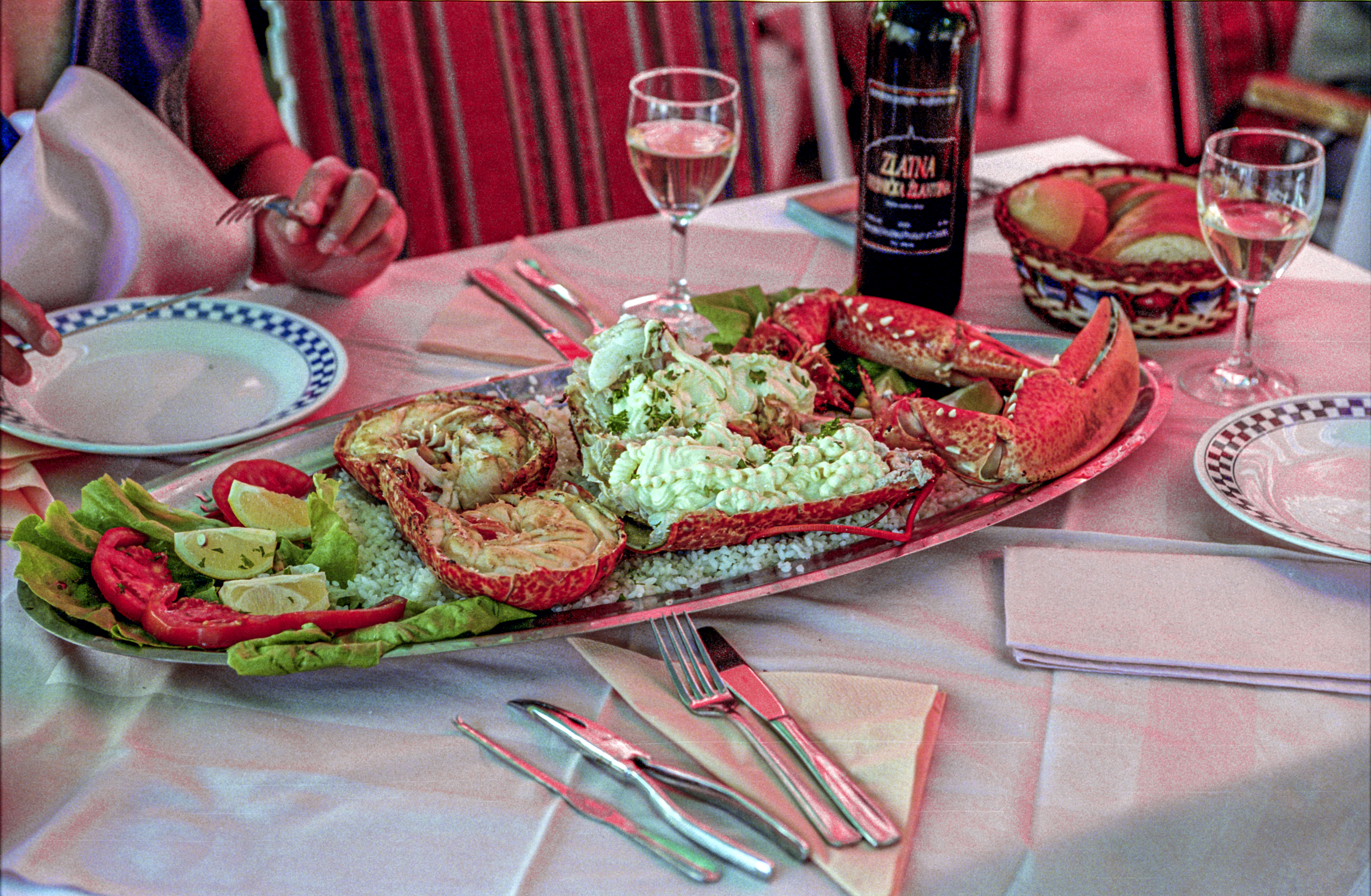
جراد البحر من دالماتيا.

المطبخ التقليدي الكرواتي يختلف من منطقة إلى أخرى. فمثلاً مناطق دالماسيا واستريا متأثرة بأساليب الطهي في المطابخ المتوسطية والإيطالية خاصةً بالنسبة للمأكولات البحرية المختلفة والخضار المطبوخة والمكرونة، وكذلك التوابل مثل زيت الزيتون والثوم. ويتأثر المطبخ التقليدي بأساليب الطهي المجرية والنمساوية والتركية على وجه الخصوص، خاصةً في الأكلات المتعلقة باللحوم وأسماك المياه العذبة وأطباق الخضار.
هناك نوعان من المناطق المنتجة للنبيذ متميزة في كرواتيا، في شمال شرق البلاد وعلى طول الساحل الاستري؛ والتي تنتج خموراً مماثلة للخمور الإيطالية. في حين أن في الجنوب في دالماسيا ينتجون النبيذ الأحمر على الطراز المتوسطي بشكل أساسي. الإنتاج السنوي من النبيذ يتجاوز 140 مليون لتر، وكانت كرواتيا حتى اواخر القرن الثامن عشر الأعلى استهلاكاً للبيرة تقريباً على مستوى العالم. وكان الاستهلاك السنوي من البيرة عام 2008 حوالي 83.3 لتر/نسمة، وذلك المعدل جعل كرواتيا تحتل الترتيب الخامس عشر في قائمة الدول الأعلى استهلاكاً للبيرة في العالم.